# David Derepas
David Derepas (Dijon, 9 maart 1978) is een Frans voormalig beroepswielrenner die reed voor onder meer Phonak Hearing Systems en fdjeux.com.

## Carrière
David Derepas begon als mountainbiker bij Team Lapierre en was daarna actief in de cyclocross, het baanwielrennen en het wegwielrennen en wist in alle drie de disciplines ereplaatsen te behalen op nationale- en internationale kampioenschappen. Daarnaast reed hij tweemaal de Giro d'Italia, tijdens zijn verblijf bij fdjeux.com.
In 2000 werd hij Frans kampioen veldrijden bij de beloften en in 2006 en 2007 werd hij Frans kampioen op de baan in de categorie Halve Fond voor de elite.
In 1999 werd hij derde bij de Wereldkampioenschappen wielrennen voor militairen op de individuele tijdrit. In 2007 werd hij nog zestiende op het Wereldkampioenschap veldrijden en in het seizoen 2004/05 werd hij tiende op wereldbekerwedstrijd #10 in Hoogerheide.
Na zijn professionele loopbaan werd hij actief in de amateurwereld bij UVCA Troyes.

## Overwinningen
2000
- Frans kampioen veldrijden, Beloften

2001
- Criterium van Douglas
- Criterium van Erin
- Cyclocross van Dijon
- Cyclocross van Sablé-sur-Sarthe

2002
- Cyclocross van Saint Saulge
- Cyclocross van Dijon

2003
- Cyclocross van Saint Saulge

2004
- Cyclocross van Ménétreux-le-Pitois
- Cyclocross van Grand-Dijon
- Cyclocross van Saint Saulge

2005
- Cyclocross van Dijon

2006
- Frans kampioen Halve Fond, Elite
- Cyclocross van Daix
- Cyclocross van Hauteville
- Cyclocross van Challuy
- Cyclocross van Saint Saulge

2007
- Frans kampioen Halve Fond, Elite
- Cyclocross van Daix

## Resultaten in voornaamste wedstrijden
| Jaar | Ronde van Italië | Ronde van Frankrijk | Ronde van Spanje |
| ---- | ---------------- | ------------------- | ---------------- |
| 2002 |                  |                     |                  |
| 2003 | buiten tijd      |                     |                  |
| 2004 | 85e              |                     |                  |

| Jaar | Milaan-San Remo | Gent-Wevelgem | Ronde van Vlaanderen | Parijs-Roubaix |
| ---- | --------------- | ------------- | -------------------- | -------------- |
| 2002 |                 | 53e           | 102e                 |                |
| 2003 | 121e            |               |                      |                |
| 2004 |                 |               |                      | 87e            |

Wielerploegen van David Derepas
Bourquenoud · 
Buxhofer · 
Charrière · 
Delbove · 
Derepas · 
Fragniere ·  
Griggio · 
Oesaw · 
Perras ·  
Richner · 
Stadelmann · 
Straumann ·
Summer · 
Zumsteg ·
Nuttli (stagiair) 
Beuchat · 
Bourquenoud · 
Buxhofer · 
Charrière · 
Derepas · 
Dumont ·  
Fragniere · 
Grabsch · 
Griggio · 
Moos · 
Nuttli · 
Oesaw · 
Reihs · 
Richner · 
Stadelmann · 
Straumann ·
Summer · 
Zumsteg ·
Bader (stagiair) · 
Lüdi (stagiair) ·
Peter (stagiair)
Bayarri · 
Bergmann · 
Bertolini ·
Beuchat · 
Bourquenoud · 
Buxhofer · 
Camaño · 
Camenzind · 
Charrière · 
Derepas · 
Domínguez ·
Elmiger · 
Fertonani ·   
Fragniere · 
Gougot · 
Grabsch · 
Griggio · 
Kupfernagel ·
Moos · 
Oesaw · 
Pereiro · 
Reihs · 
Salmon · 
Schnider · 
Strazzer · 
Teutenberg ·
Zumsteg ·
Joho (stagiair) · 
Rast (stagiair) 
Casar ·
Casper ·
Cooke ·
Da Cruz ·
Derepas ·
Durand ·
Eisel ·
Fritsch ·
Gilbert ·
Guesdon ·
Lhuiller ·
McGee ·
Mengin ·
Pichon ·
Robin ·
Roy ·
Sanchez ·
Vaugrenard ·
Vogondy ·
Wiggins ·
Wilson ·
Gérard (stagiair) ·
Renshaw (stagiair) ·
Vaillant (stagiair)
Bichot ·
Casar ·
Cooke ·
Da Cruz ·
Derepas ·
Eisel ·
Fritsch ·
Gilbert ·
Guesdon ·
Löfkvist ·
McGee ·
Mengin ·
Mourey ·
Renshaw ·
Robin ·
Roy ·
Sanchez ·
Vaugrenard ·
Vogondy ·
Wilson ·
Gérard (stagiair) ·
Humbert (stagiair) ·
Perche (stagiair) 
Abakoumov · Blackgrove · Blanchy · Derepas · Duque · Gadret · Kaminskas · Kaupas · Kostjoek · Meul · Pauwels · S.Penne · Ronsse · Rudenko · Svensson · Thys · Vilcinskas · Wijnands
Abakoumov · Blanchy · Cauquil · De Groote · Derepas · Haynes · Hoogerland · Kaupas · Meul · Moeravjov · Nevens · Planckaert · Ronsse · Scheirlinckx · Soetens · Thys · Tombak · Van der Slagmolen · Van Mingeroet · François (stagiair) · Sladkov (stagiair)